# Roko Leni Ukić
Roko Leni Ukic (12 de mayo de 1984 en Split) es un jugador de baloncesto croata que actualmente juega en el KK Split croata. Mide 1,96 metros y su posición en el campo es la de base.

## Trayectoria profesional

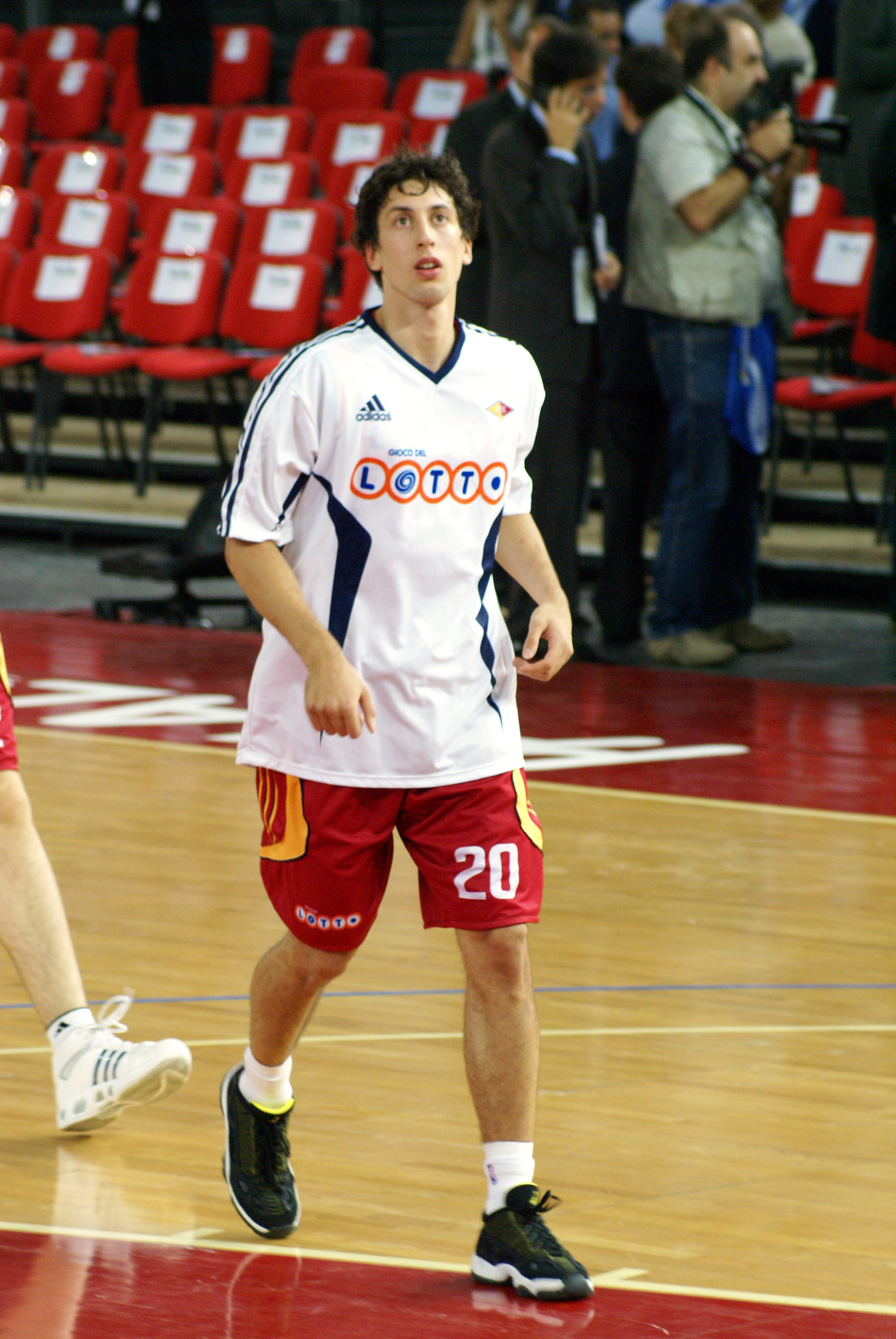
Ukić en 2007.

Su carrera como profesional comenzó en el KK Split de Croacia, en donde estuvo desde la temporada 2000/2001 hasta la 2004/2005 con medias de puntos por partido de 18,5 y media de asistencias de 4,3 en su último año allí. 
Con estas buenos números propició que fuera participante del Draft de la NBA de 2005 en el cual consiguió un notable 41.er puesto por los Toronto Raptors. Sin embargo ante el riesgo de empezar de reserva y tener pocas oportunidades decidió rechazar la NBA y optar por jugar con el Baskonia, equipo de la ACB española, el cual ya le había propuesto una oferta. Estuvo solo un año en este club, en donde tuvo buenas actuaciones y participó en la consecución de la Copa del Rey por el Baskonia, aunque no tuvo toda la confianza del técnico Velimir Perasović. 
En el verano de 2006 ficha por el Winterthur Barcelona, uno de los rivales directos del Baskonia.
En sus actuaciones destaca por su desenvoltura y la buena cantidad de puntos que anota, además de la característica de tener la sangre fría con el balón en las manos en los últimos segundos de posesión, cuarto o partido, con incluso buena estadística de anotación en esos espacios de tiempo. Es también un gran penetrador, consiguiendo esquivar a toda la defensa rival y anotar en la mayoría de veces.
En el verano de 2007 es cedido a la Lottomatica de Roma con su mentor el técnico Jasmin Repeša. El 17 de julio de 2008 se incorpora a Toronto Raptors.
El 18 de agosto de 2009, Ukic fue traspasado a Milwaukee Bucks junto con Carlos Delfino a cambio de Amir Johnson y Sonny Weems.
El 31 de diciembre de 2009 vuelve a Europa para jugar en el Fenerbahçe Ülker donde no termina de dar el nivel esperado en liga.
En 2012 consigue su traspaso al conjunto griego del Panathinaikos. A pesar de ser fichado con un rol de suplente de Dimitris Diamantidis, se mostró satisfecho en el club y su progresión fue bastante positiva, donde logró el título de liga en 2014.
En verano de 2014 el croata vuelve a su país diez años después, al club Cedevita Zagreb.
En octubre de 2015 fichó por el Pallacanestro Varese de la liga italiana, tras promediar 9,6 puntos y 5,8 asistencias en la liga croata.
En julio de 2020, firma por el KK Cedevita Olimpija esloveno.
El 5 de enero de 2021, firma por el KK Split de la Liga Croata de Baloncesto hasta el final de la temporada.

## Estadísticas de su carrera en la NBA

### Temporada regular
| Año     | Equipo  | PJ | PT | MPP  | %TC  | %3P  | %TL  | RPP | APP | ROB | TPP | PPP |
| ------- | ------- | -- | -- | ---- | ---- | ---- | ---- | --- | --- | --- | --- | --- |
| 2008–09 | Toronto | 72 | 0  | 12.4 | .380 | .177 | .733 | 1.0 | 2.1 | .4  | .0  | 4.2 |
| Total   | Total   | 72 | 0  | 12.4 | .380 | .177 | .733 | 1.0 | 2.1 | .4  | .0  | 4.2 |

## Logros y reconocimientos
- 3× Liga de Croacia (2003, 2015, 2018)
- 2× Liga de Turquía (2010, 2011)
- 2× Liga de Grecia (2013, 2014)
- 3× Copa de Croacia (2004, 2015, 2018)
- 2× Copa del Rey (2006, 2007)
- 2× Copa de Turquía (2010, 2011)
- 2× Copa de Grecia (2013, 2014)
- Supercopa de Eslovenia (2020)
- Supercopa de la ABA (2017)
- MVP de la Copa de Grecia (2013)